# 阿托查
阿托查（西班牙語：Atocha）是西班牙首都马德里市阿尔甘苏埃拉区的一个分区。马德里阿托查车站位于境内。

## 交通
马德里地铁1号线（设有阿托查站、阿托查RENFE站两个站点）、马德里地铁6号线（设有门德斯阿尔瓦罗站）经过境内。